# Joaquín García Benítez
Joaquín Guillermo García Benítez (Bucaramanga, 4 de abril de 1883-Medellín, 1 de septiembre de 1958) fue un eclesiástico colombiano de la Iglesia católica. Obispo de Santa Marta y arzobispo de Medellín.

## Vida y obra
Joaquín García Benítez es hijo de José Joaquín García y de María del Tránsito Benítez y nació el 4 de abril de 1883 en Bucaramanga, donde realizó sus primeros estudios. Finalizados los estudios primarios, sin haber cumplido aún los trece años de edad, solicita a sus padres permiso para ingresar al Seminario de Pamplona, institución al que ingresó el 10 de febrero de 1896. El 22 de noviembre de 1902 recibió la Tonsura de manos de Ignacio Antonio Parra, recibidas las primeras órdenes menores en 1905, partió para Europa e ingresó en la congregación de religiosos eudistas, ese año comenzó su noviciado canónico en Bélgica y allí continuó con sus estudios teológicos según las exigencias de la comunidad; el 9 de julio recibió las segundas órdenes menores en Gante, la capital de Flandes. Pasó a Roma y estudio teología en la Pontificia Universidad Gregoriana, distinguiéndose en ella por su talento y virtud. En Roma estudio además inglés, francés, italiano, latín, griego y hebreo. 
El 14 de julio de 1909 recibió la licenciatura en teología y le fue conferido el diaconado; el 18 de diciembre de ese mismo año, el Cardenal Pietro Respighi lo ordenó sacerdote en la basílica Mayor de San Juan de Letrán. Por su parte, el 10 de junio de 1910 obtuvo el título de doctor y maestro en Sagrada Teología.
Regresa a Colombia y es designado para trabajar en México, donde existía un clima de inestabilidad político-social. Allí fue perseguido y afrentado, tuvo que comparecer ante los tribunales y estar preso en un calabozo, donde padeció hambre y sed. Fue condenado a muerte y para salvarse huyó a Veracruz, pero fue nuevamente detenido. Después logró escapar para La Habana el 12 de septiembre de 1914 y llega a Bucaramanga el 31 de octubre.
En 1915 fue destinado al Seminario de San Pedro (Antioquia). Y estando allí como rector, fue preconizado obispo de Santa Marta el 16 de septiembre de 1917, cuando solo contaba con 34 años, su consagración episcopal tuvo lugar en Bucaramanga el 17 de febrero de 1918 por Rafael Afanador y Cadena. Se convirtió en el primer sacerdotes eudistas elevado a tal cargo en Colombia.
Las cualidades y méritos de García las conocía de sobra el episcopado colombiano, de ahí el interés de Ismael Perdomo Borrero quien lo pidió como arzobispo coadjutor para Bogotá, luego Tiberio de J. Salazar y Herrera también lo pide para el mismo cargo en Medellín. Una vez fallecido Salazar y Herrera el 4 de marzo de 1942, el papa Pío XII lo designa para sucederle el 14 de mayo de ese mismo año. García tomó posesión de la sede metropolitana de Medellín el 28 de agosto.
Abrió el Seminario Menor; aumento dos años el estudio en el Seminario Mayor; fundo el Seminario de San Pedro, como una dependencia del diocesano, para profesionales y personas de edad madura; convocó el sínodo Diocesano; obtuvo para la catedral el título litúrgico de basílica menor; consiguió de la Santa Sede que la Universidad Católica Bolivariana fuera honrada con el título de Pontificia; promovió la coronación canónica de Nuestra Señora de la Candelaria como patrona de la ciudad de Medellín; consagró como obispos a Emilio Botero González y a Arturo Duque Villegas; creó 32 parroquias nuevas; recibió en la arquidiócesis a quince comunidades religiosas y patrocinó de manera particular a las hermanitas de la Anunciación, quienes guardan su cuerpo en Cuchillón. Presidió las exequias de la santa madre Laura de Santa Catalina de Sena, fundadora de las misioneras de María Inmaculada; creó la organización Social Arquidiocesana; ordenó el establecimiento de la Acción Católica y sus cuatro ramas y de la cruzada eucarística para los niños en todas las parroquias; etc. 
En 1949, al terminar el Congreso Eucarístico de Cali, tuvo Medellín la visita del cardenal Clemente Micara, Legado Pontificio a esas solemnidades. Como este purpurado siempre tuvo una especial predilección por Colombia, la quiso conocer al menos en cuanto le fuera dado, en el poco tiempo disponible y escogió a la sede de la arquidiócesis de Medellín para visitarla en los días 1 y 2 de febrero, donde fue recibido con las más efusivas aclamaciones por parte de todos los fieles. Es este el primer cardenal que fue a Medellín y se dio bajo el gobierno de García.
En 1951, sintiéndose avanzado en años y enfermo, solicitó a la Santa Sede un obispo auxiliar, quien le envió a Buenaventura Jáuregui Prieto, natural de Cogua (Cundinamarca), este en 1954 adquirió al suroeste de la ciudad un extenso terreno para construir allí un nuevo Seminario. En este mismo año Manizales fue elevada a sede Metropolitana por lo que dejó de ser sufragánea de Medellín. En 1956 creó, entre otras parroquias, las de San Francisco, Nare y Pantanillo. El 18 de marzo de 1957 fue desmembrada íntegramente la Diócesis de Sonsón.
El 15 de agosto de 1957 García, quien ya había manifestado desde un año atrás su deseo de separarse del gobierno arquidiocesano, envió una carta al cardenal Luque manifestándole su decisión y solicitándole el favor de entregar al Nuncio su nota de dimisión del arzobispado. El nuncio, Pablo Bértoli, el 3 de diciembre le comunica a García que el papa se ha dignado aceptarle su renuncia, porque ha encontrado que las razones de salud que aduce, son valederas. Y con nota del nuncio recibe García una carta del cardenal Tardini, secretario del papa, en la que el santo padre lamentando el haber tenido que atender a sus instancias de renuncia de la arquidiócesis, se ha dignado nombrarlo arzobispo titular de Selimbra. El 3 de diciembre de 1957 L'Osservatore Romano, órgano oficial de la Santa Sede, anuncia la aceptación de la dimisión de García y el nombramiento de Tulio Botero Salazar como nuevo arzobispo de Medellín.
García no tenía posesiones terrenales, pues todo lo que iba adquiriendo lo iba repartiendo entre los pobres, por lo cual quiso ir a un asilo, pero a los de Medellín les pareció indecoroso; por lo que algunos sacerdotes y amigos le obsequiaron una casa en la calle Bolivia, el 17 de febrero de 1958.
Ordenó 103 sacerdotes construyó el edificio del Seminario Menor en el sector de Cuchillón. Hizo visita canónica el Seminario en 1945 y aumento dos años de Seminario Menor, e introdujo unos nuevos cambios en la disciplina del Seminario. Consiguió la finca de Loreto para la construcción del nuevo edificio del Seminario fuera de la ciudad como se lo pedía la Santa Sede.
Y el lunes 1 de septiembre de 1958 muere García, al día siguiente después de su funeral fue sepultado en la cripta de la Catedral Metropolitana. Más tarde, a petición de su familia, en 1963 fueron trasladados sus restos mortales al convento de las Hermanas de la Anunciación en Medellín, en el sector conocido antiguamente como Cuchillón (actualmente es entre los barrios La Milagrosa y Bombona II). Pero en el 2019, por orden del arzobispo de Medellín Ricardo Tobón Restrepo, después de 65 años, los restos de monseñor García volvieron al mausoleo de la Catedral.